# Hermann Bahr
Hermann Bahr, avstrijski pisatelj in dramatik, * 1863, † 1934.

## Dela
Drame
- Novi ljudje
- Mati
- Jožefina

Komedije
- Koncert
- Otroci
- Vrtiljak

Romani
- O človek
- Vnebohod

Eseji
- H kritiki moderne
- Premaganje naturalizma
- Eseji
- Ekspresionizem
- Umetnikovo poslanstvo